# Joan Roura i Villalmanzo
Joan Roura i Villalmanzo   (Badalona, 1959) és un periodista i redactor català conegut per les seves cròniques des de la secció d'Internacional de TV3. És especialista en l'Orient Pròxim, i des del 1982 ha cobert sobretot el conflicte arabo-israelià, la Guerra del Líban de 1982, la Guerra de l'Iraq, la Revolució egípcia de 2011 i l'actual Guerra Civil siriana.

## Reconeixements
- Premi de l'Institut de Drets Humans de Catalunya 2020 (15 de juny de 2021)[5][6][7][8][9]
- Premi Esperança de la Comunitat Palestina de Catalunya (15 de maig de 2013)[10][11]

## Obra publicada
- Roura, Joan. El complot dels intransigents: el Pròxim Orient de la guerra del Líban a la batalla de Jerusalem. 1. ed.  Barcelona: Ed. de la Magrana, 1999. ISBN 978-84-8264-157-7.